# Mikhaïl Ashvetia
Mikhaïl Ashvetia (géorgien : მიხეილ აშვეთია),, est un footballeur international et entraîneur de football géorgien né le 10 novembre 1977 à Koutaïssi en Géorgie. Il évolue durant sa carrière professionnelle au poste d'attaquant avant de se reconvertir comme entraîneur.

## Biographie

### Carrière de joueur
Mikhaïl Ashvetia dispute 20 matchs en Ligue des champions, pour 6 buts inscrits, et 7 matchs en Coupe de l'UEFA, pour deux buts inscrits.

### Carrière internationale
Mikhaïl Ashvetia compte 24 sélections et 5 buts avec l'équipe de Géorgie entre 1996 et 2007. 
Il est convoqué pour la première fois par le sélectionneur national Vladimir Gutsaev pour un match amical contre le Liban le 5 décembre 1996 (défaite 4-2). Par la suite, le 18 novembre 1998, il inscrit un doublé en sélection contre l'Estonie, lors d'un match amical (victoire 3-1). Il reçoit sa dernière sélection le 7 février 2007 contre la Turquie (victoire 1-0).

## Palmarès

### En club
- Avec le Dinamo Tbilissi
  - Champion de Géorgie en 1998 et 1999

- Avec le Torpedo Koutaïssi
  - Champion de Géorgie en 2001 et 2002
  - Vainqueur de la Coupe de Géorgie en 2001

- Avec le Lokomotiv Moscou
  - Champion de Russie en 2004

### Distinctions personnelles
- Meilleur buteur du Championnat de Géorgie en 1999 (26 buts)